# Lycanthrope (+44)
Lycanthrope è un singolo della band punk +44 estratto da loro album di debutto When Your Heart Stops Beating. Fu pubblicato nel 2006 dapprima nel loro sito web, poi sotto formato vinile.

## Tracce
UK 7" 
- A. "Lycanthrope" – 3:57
- B. "145" ("155" Acoustic) – 3:35
- C. "Baby Come On" – 2:46

## Significato
Il brano parla della doppia personalità di un ragazzo, una debole e fragile e l'altra che cerca di esprimersi al meglio e di emergere tra le angosce della vita.

## Formazione
- Mark Hoppus - voce e basso
- Travis Barker - batteria e tastiera
- Craig Fairbaugh - chitarra ritmica e seconda voce
- Shane Gallagher - chitarra

## Curiosità
- Questa canzone appare nel videogioco Tony Hawk's Project 8.